# Ischnopsyllus dolosus
Ischnopsyllus dolosus är en loppart som beskrevs av Alfonso Dampf 1912. Ischnopsyllus dolosus ingår i släktet Ischnopsyllus och familjen fladdermusloppor. Inga underarter finns listade i Catalogue of Life.